# Sara Gliksman
Sara Gliksman-Fajtlowicz, także: Sura Bajla Majerowicz, p.v. Gliksman, s.v. Fajtlowicz, ur. jako Sara Majerowicz (hebr. שרה גליקמן, ur. 28 listopada 1909 w Łodzi, zm. 2005 w Tel Awiwie w Izraelu) – izraelska malarka pochodząca z Polski.

## Życiorys
Istnieją liczne rozbieżności co do daty urodzenia malarki. Źródła internetowe, noty biograficzne oraz portale aukcyjne podają dwie daty i dwa miejsca urodzenia - 4 kwietnia 1910 w Chęczynie oraz 28 listopada 1915 w Łodzi, jednocześnie podając datę jej śmierci na lata 1943/1944. Sara Gliksman-Fajtlowicz w jednym z udzielonych wywiadów określiła swoją datę urodzenia na 1915. Według danych Archiwum Państwowego w Łodzi urodziła się 28 listopada 1909 jako Sura Bajla Majerowicz w rodzinie łódzkiego właściciela salonów optycznych, jej rodzice pochodzili z Kresów. Od dzieciństwa wykazywała talent plastyczny, początkowo pobierała lekcje u Maurycego Trębacza, a następnie uczyła się w szkole rysunku Ryszarda Radwańskiego. Naukę kontynuowała w warszawskiej Szkole Sztuk Pięknych. W 1933 została członkiem Związku Zawodowego Polskich Artystów Plastyków, po raz pierwszy wystawiła swoje prace ze Związkiem na przełomie 1933 i 1934. W kolejnych latach jej prace wystawiano w Łodzi, Warszawie, Krakowie i Lwowie, prezentowano je również na łamach pisma związkowego Forma. Około 1935 wyszła za mąż, w numerze Formy z 1936 jej prace były podpisywane jako dzieła Sary Gliksman. Będąc członkinią związku poznała innych łódzkich twórców m.in. Wincentego Braunera, Józefa Kownera, Marka Szapiro, Helenę Lorię-Landecką. Miała kontakt z twórczością awangardową Władysława Strzemińskiego, Katarzyny Kobro, Samuela Szczekacza, Juliana Lewina czy Karola Hillera, ale nie miało to wpływu na jej klasyczny styl akademicki. W 1940 została przesiedlona do łódzkiego getta, była graficzką w Wydziale Statystycznym. Dzięki temu miała dostęp do materiałów graficznych, dokumentowała życie w getcie na rysunkach i obrazach. Po likwidacji getta pracowała przy porządkowaniu terenu, a następnie ukrywała się, ostatnie dni spędziła w elektrowni, za zamkniętymi drzwiami pod napięciem elektrycznym. 19 stycznia 1945 Łódź została wyzwolona z niemieckiej okupacji, Sara Gliksman powróciła do swojego dawnego mieszkania, gdzie zachowała się część jej przedwojennej twórczości. Kontynuowała pracę artystyczną, wystawiała swoje obrazy w ZZPAP oraz w Żydowskim Towarzystwie Krzewienia Sztuk Pięknych. W 1957 wyemigrowała do Izraela, mieszkała i tworzyła w Tel Awiwie, gdzie zmarła w 2005.

## Twórczość
W pierwszym etapie pracy artystycznej tworzyła martwe natury i portrety, jej prace cechował styl akademicki i klasyczne techniki rysunku i malarstwa. Następnie przeszła do tworzenia pejzaży i scen rodzajowych, umiejętność tę wykorzystała podczas pobytu w łódzkim getcie. Jej Pejzaż z łódzkiego getta namalowany w 1942 znajduje się w kolekcji Jad Waszem w Jerozolimie.